# Orcas
Orcas est une île du Nord-Ouest Pacifique, qui fait partie des îles San Juan dans la mer des Salish. Elle est située dans le comté de San Juan de l'État de Washington, aux États-Unis.

## Géographie
S'étendant sur 148 km2, Orcas est la plus vaste des îles San Juan située au nord de l'archipel. Les deux parties de l'île sont reliées par un isthme au nord et séparées par une sorte de fjord, l'Eastsound. 